# Picea koyamae
Picea koyamae är en tallväxtart som beskrevs av Homi Shirasawa. Picea koyamae ingår i släktet granar, och familjen tallväxter. IUCN kategoriserar arten globalt som akut hotad. Inga underarter finns listade i Catalogue of Life.

## Bildgalleri

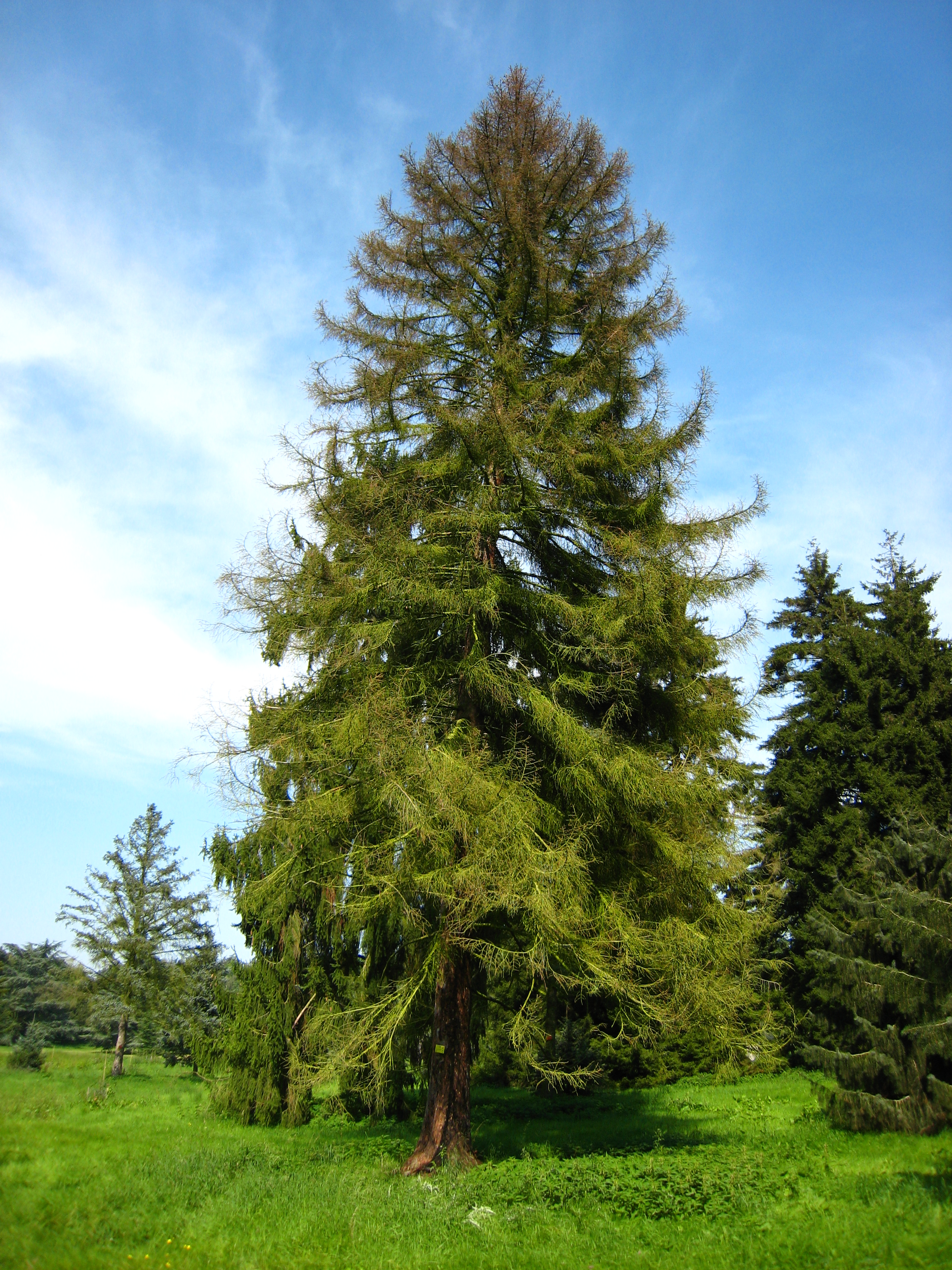
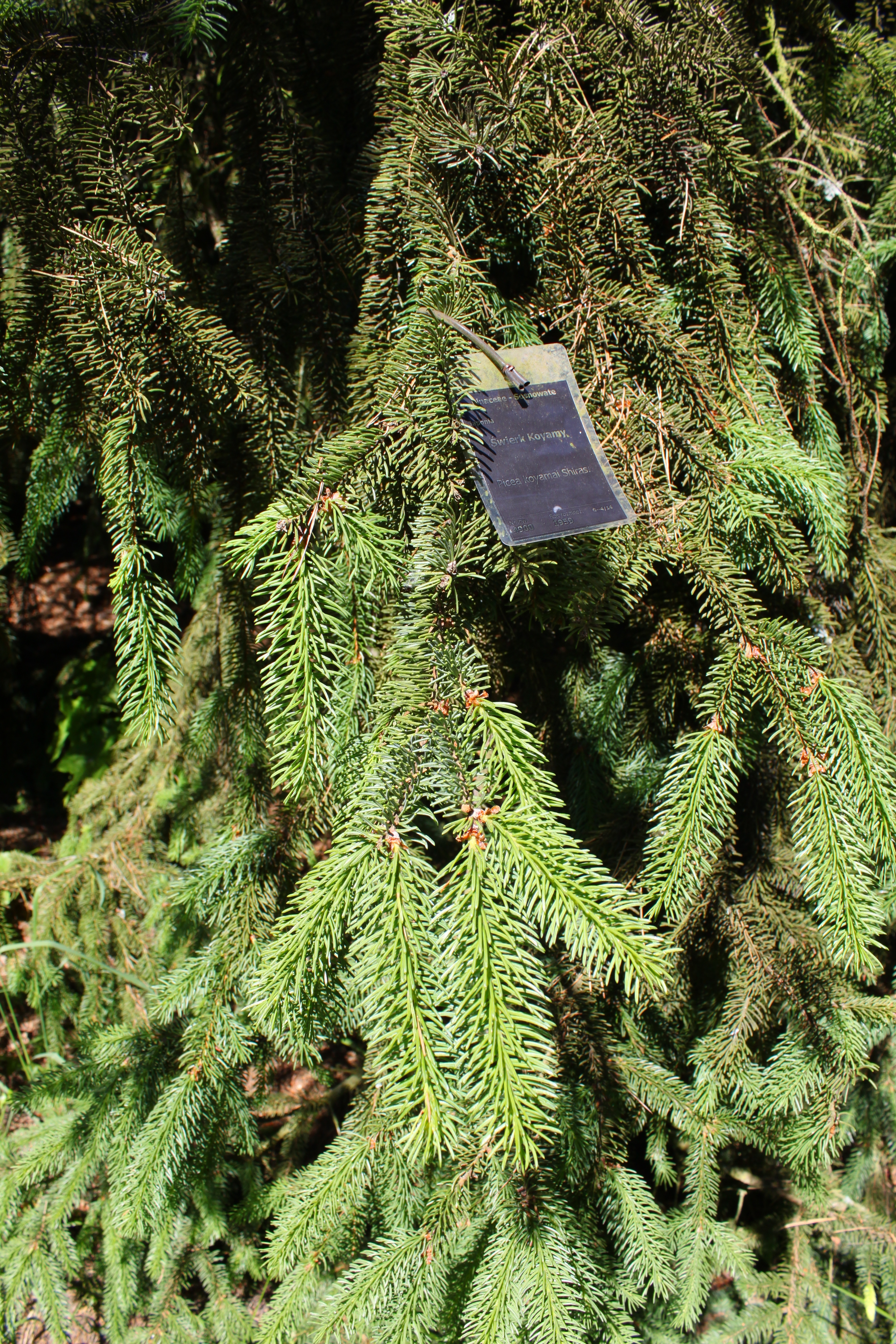
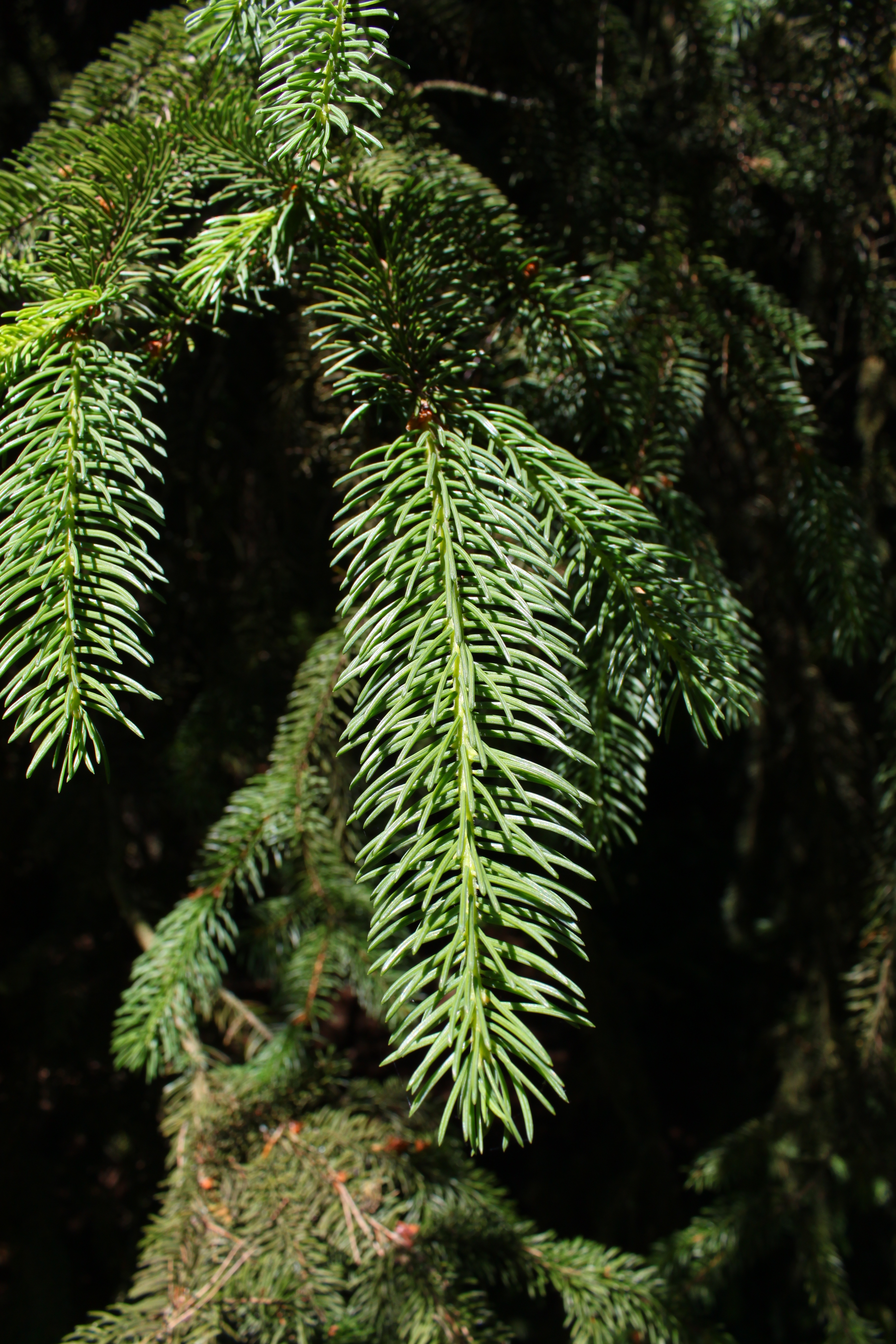
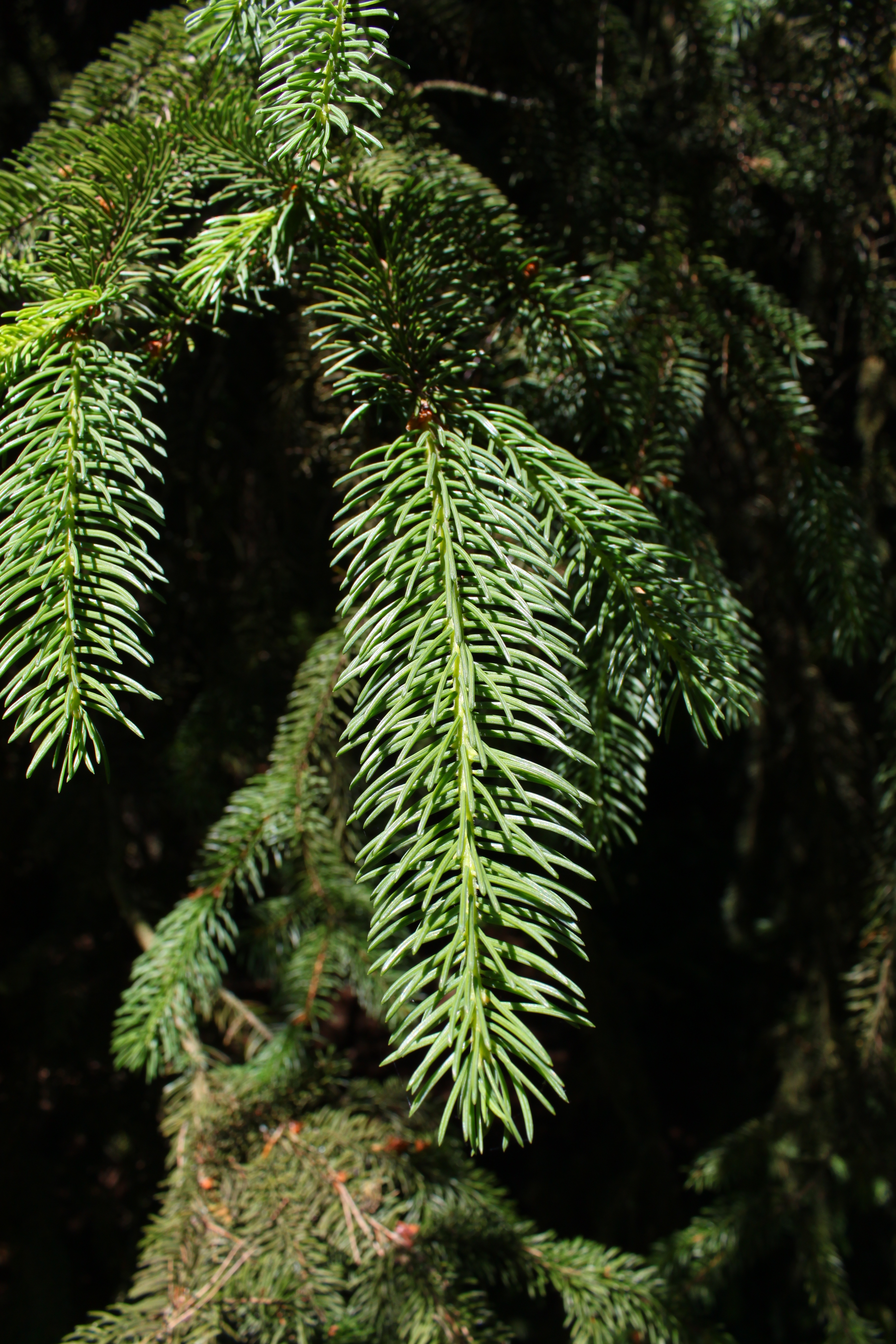